# 三原修二
三原修二（みはら　しゅうじ、1946年 - ）は、日本の実業家。

## 経歴
大分県出身。大分県立大分鶴崎高等学校を経て、1969年（昭44年）東北大学経済学部卒、川崎重工業入社。2009年副社長、2011年顧問。2012年本州四国連絡高速道路社長に就任。兵庫県経営者協会会長。